# Gervinho
Gervinho, właśc. Gervais Lombe Yao Kouassi (ur. 27 maja 1987 w Anyamie) – iworyjski piłkarz występujący na pozycji napastnika.

## Kariera klubowa
Gervinho urodził się w Ányamie, skąd pochodzi także inny napastnik również występujący w reprezentacji Wybrzeża Kości Słoniowej – Arouna Koné. W roku 1998 zaczął występować w młodzieżowym zespole ASEC Mimosas. W wieku 15 lat przeszedł do drużyny juniorów klubu Toumodi F.C. Grał tam przez dwa lata. Swoją juniorską karierę zakończył w belgijskim SK Beveren, gdzie w drużynie młodzików występował przez rok.
Gervinho szybko przebił się do pierwszej drużyny i w roku 2005 zadebiutował w seniorskim składzie. Od tego czasu stał się podstawowym piłkarzem swojej ekipy. W belgijskiej drużynie występował przez dwa sezony, w czasie których wystąpił w 61 ligowych spotkaniach, strzelając w nich 14 bramek. W 2007 roku przeszedł do występującego we francuskiej Ligue 1 Le Mans FC. 21 lipca 2009 Gervinho odszedł do Lille OSC, z którym podpisał 3-letni kontrakt. W lipcu 2011 roku przeszedł do Arsenalu za kwotę 10,5 mln funtów. 8 sierpnia 2013 roku Gervinho został graczem Romy.

## Kariera reprezentacyjna
W reprezentacji swojego kraju Gervinho zadebiutował w 2007 roku.
Rok później został powołany przez Gérarda Giliego do kadry na Puchar Narodów Afryki. Na tym turnieju jego reprezentacja zajęła 4. miejsce a sam Gervinho wystąpił w dwóch spotkaniach. W tym samym roku ten sam selekcjoner powołał go do kadry na Letnie Igrzyska Olimpijskie w Pekinie. Został na nich kapitanem swojego zespołu. Na tym turnieju zagrał dotychczas we wszystkich dwóch spotkaniach i strzelił jednego gola w wygranym 4-2 meczu z Serbią. Podczas Mistrzostw Świata 2010 wystąpił we wszystkich trzech meczach grupowych reprezentacji. Był zawodnikiem reprezentacji WKS, który strzelił pierwszego w historii gola przeciwko reprezentacji Polski (17 listopada 2010 w Poznaniu). Podczas Pucharu Narodów Afryki 2012 dotarł z reprezentacją WKS do finału, gdzie w serii rzutów karnych nie wykorzystał decydującej „jedenastki”.
W pierwszym meczu Pucharu Narodów Afryki 2015 przeciwko reprezentacji Gwinei uderzył dłonią w twarz zawodnika rywali, Nab’ego Keïtę, za co został ukarany przez sędziego czerwoną kartką, a następnie zawieszony dyscyplinarnie na dwa mecze w turnieju.

## Sukcesy

### Klubowe
Lille
- Ligue 1: 2010/11
- Puchar Francji: 2010/11

### Reprezentacyjne
Wybrzeże Kości Słoniowej
- Puchar Narodów Afryki: 2015
- Srebrny medal Puchar Narodów Afryki: 2012